# 中山路街道 (遵义市)
中山路街道，是中华人民共和国贵州省遵义市红花岗区下辖的一个乡镇级行政单位。

## 行政区划
中山路街道下辖以下地区：
豆芽湾社区、新华桥社区、桃源洞社区、湘山寺社区和白杨社区。